# Giuseppe Calì
Giuseppe Calì (Mirano, 28 settembre 1952) è un golfista italiano.

## Biografia
Diventa professionista nel 1971, vince dodici tornei professionali in italia, di cui cinque nel 1988.
Gioca nel circuito europeo dalla metà degli anni ottanta. I suoi migliori risultati nel PGA European Tour sono stati il sesto posto nel 1990 al Italian Open e il sesto posto al Open Mediterrania nel 1991. Nel 1990 ha vinto l'Open Cerruti e il Memorial Olivier Barras nel Challenge Tour.
Nel 2003 partecipa al European Seniors Tour, mentre qualche anno più tardi rappresenta l'Italia all'Alfred Dunhill Cup e al Mondiale. Successivamente progetta e collabora alla realizzazione di nuovi campi da golf tra Milano e Torino. Appassionato di finanza è sposato con due figli, Francesca e Pietro giovane socio di una nota azienda di consulenza italiana tra le prime trenta nella classifica Mediobanca.

## Vittorie in carriera

### Challenge Tour
- 1990 Cerutti Open

### In Italia
- 1982 Cerutti Open
- 1984 Italian Professional Championship
- 1986 Italian Native Open
- 1987 Italian Professional Championship
- 1988 Open La Pinetina , Open di Firenze, Open del Lavoro Luigi, Italian Native Open, Cerutti Open
- 1993 Italian Professional Championship, Italian Native Open
- 1994 Italian Native Open

### European Senior Tour
- 2005 The Mobile Cup
- 2006 Bendinat London Seniors Masters